# Haworthia bayeri
Haworthia bayeri és una espècie del gènere Haworthia de la subfamília de les asfodelòidies.

## Descripció
Haworthia bayeri creix sense tronc. Les 15 a 20 fulles retallades formen una roseta amb un diàmetre de fins a 8 centímetres. El limbe foliar és de color verd marronós fosc a negre, arrodonit a la punta i no punxegut. La superfície de la fulla és rugosa. El marge de la fulla i la quilla de la fulla són senceres o finament espinoses. La cara final opaca i tèrbola translúcida té un patró escàs en forma de xarxa o franges longitudinals.
La inflorescència pot arribar a fer fins a 30 cm de llargada i consta de 15 a 25 flors.

## Distribució
Haworthia bayeri està estès a les províncies de sud-africanes del Cap Occidental i Cap Oriental al Petit Karoo.

## Taxonomia
Haworthia bayeri va ser descrita per J. D. Venter i Steven A. Hammer i publicat a Cactus and Succulent Journal (Los Angeles) 69: 75, a l'any 1997.
Etimologia
Haworthia: nom en honor del botànic britànic Adrian Hardy Haworth (1767-1833).
bayeri: epítet en honor del l'entomòleg agrícola sud-africà, jardiner, col·leccionista de plantes i conservador del Karoo Botanic Gardens de Worcester, Martin Bruce Bayer (1935-); especialitzat en el gènere vegetal Haworthia.
Sinonímia
- Haworthia hayashii M.Hayashi
- Haworthia indigoa M.Hayashi
- Haworthia jadea M.Hayashi
- Haworthia laeta M.Hayashi
- Haworthia truterorum Breuer & Marx
- Haworthia bayeri var. hayashii (M.Hayashi) Breuer
- Haworthia bayeri var. jadea (M.Hayashi) Breuer
- Haworthia indigoa var. truterorum (Breuer & Marx) Breuer[5]